# De Held (muzikant)
De Held (pseudoniem van Jo Jacobs) is een Belgische zanger die in 2012 een gelijknamig debuutalbum opnam. Het album werd thuis opgenomen en bevat een collectie nummers die in een periode van 12 jaar werden geschreven.
In 2015 verscheen het tweede album Alcatraz. Het album werd grotendeels door Jacobs thuis opgenomen, kleine gastbijdragen zijn er van Wouter Van Belle en Karel De Backer. In 2022 volgde de succesvolle single Kijk, dat scheelt.

## Discografie
- 2012 De Held
- 2015 Alcatraz